# Keerpunt74
Keerpunt74 (of Keerpunt’74) is een lokale partij uit de gemeente Geertruidenberg.
De partij is sinds de gemeenteraadsverkiezingen van 2022 de grootste partij van de gemeente. Ze maakt deel uit van een coalitie met Lokaal+, Morgen! en de VVD. Annemiek van Rooij is wethouder namens Keerpunt74. De gemeenteraadsfractie wordt geleid door Eric van Oosterhout, verder bestaat deze uit Jeffrey Aerts, Richard Kraus en Rob van Raamsdonk.
Bij zijn afscheid in 2018 had mede-oprichter Joop Heesters 44 jaar onafgebroken in de gemeenteraad gezeten. Hij was daarmee het langstzittende raadslid van Nederland.

## Aantal zetels
| Jaartal | Aantal zetels |
| ------- | ------------- |
| 1998    | 4             |
| 2002    | 6             |
| 2006    | 5             |
| 2010    | 4             |
| 2014    | 2             |
| 2018    | 5             |
| 2022    | 5             |